# カリーム・ヴァレンタイン
カリーム・ヴァレンタイン（Kareem Valentine、1992年10月11日 - ）は、アンティグア・バーブーダ出身の競泳選手。
2008年の北京オリンピックにはアンティグア・バーブーダ代表として出場し、男子自由形50mに出場した。予選2組に登場した彼は31秒23のタイムで6人中5位に終わり予選突破はならなかった。
2009年のローマで開催された世界水泳選手権ではオープンウォータースイミングの5キロ部門に出場した。しかし1位のドイツのトーマス・ルルツから30分以上の大差をつけられた彼は、表彰式の始まる寸前になってやっとゴールした。タイムは規定の上限を大きく上回っていたためつかなかった。